# Скабка

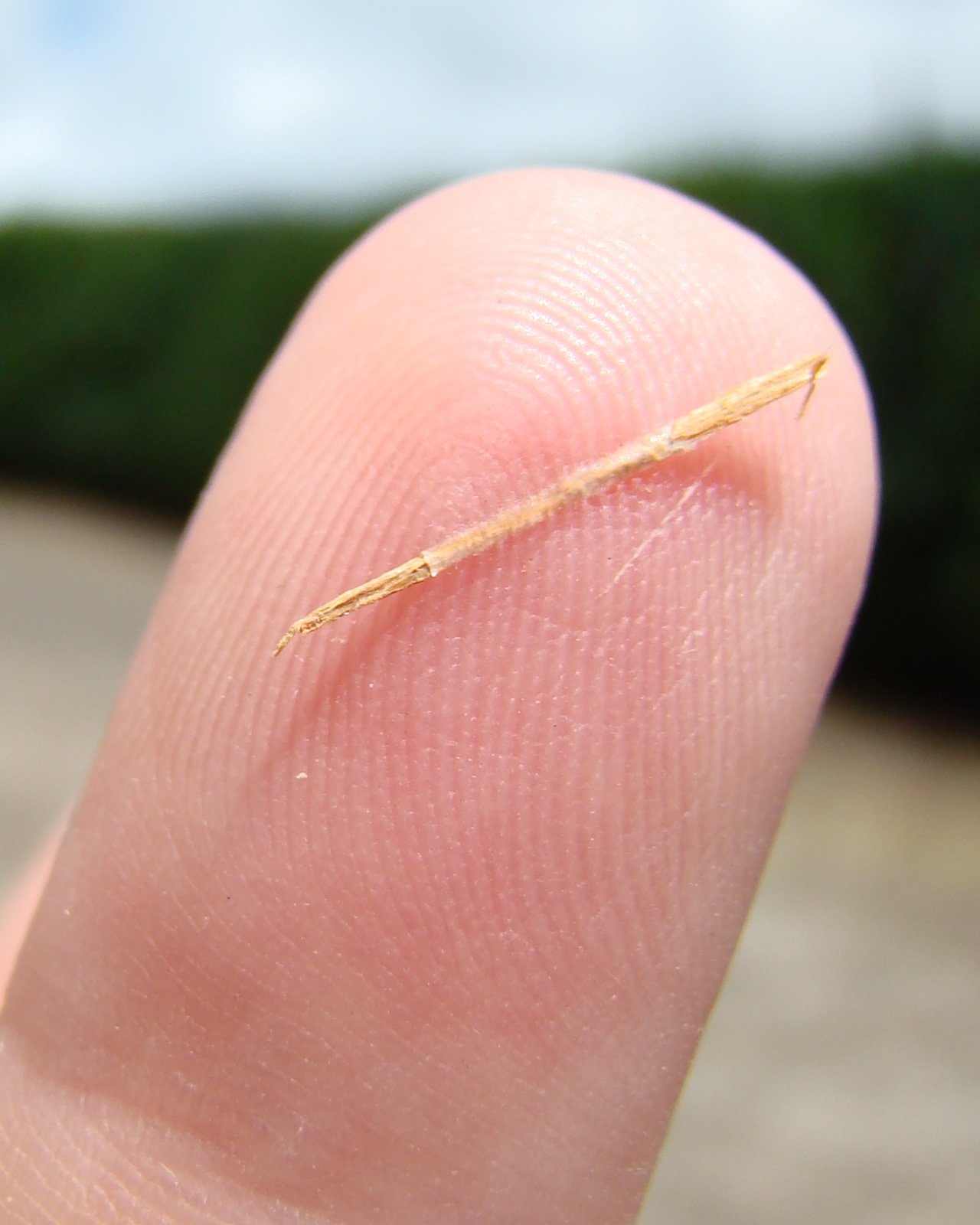
Скабка в шкірі пальця

Скабка або скалка (лат. surculus, assula) — іншорідний предмет (тонка, гостра трісочка), гострий осколок металу, скла або іншого матеріалу), що застряв у шкірі, в тілі. Скабки часто є причиною панарицію — гострого гнійного запалення тканин пальця.

## Іншорідні тіла
Скабками можуть бути дрібні уламки дерева, шпичаки рослин, металеві стружки, ошурки, осколки скла, рибальські гачки, а також жала жалючих комах. До більш екзотичних скабок належать голки морських їжаків, колючки деяких риб. Під нігті також можуть потрапляти шматочки грифелю.

## Ознаки заскаблення
- Колота ранка
- Гострий біль при глибокій пальпації
- Знебарвлення під епідермісом
- Завдання болю при русі
- Незагоювання ранки
- Нарив
- Ниючий біль
- Відчуття ваги під епідермісом
- Хронічне нагноєння ранки
- Кіста
- Утворення гранульоми
- Моноартикулярний артрит
- Зміни в окісті
- Остеомієліт
- Псевдопухлини кістки
- Хронічне захворювання сухожилка або нерва

## Лікування
Найбільш поширеним ускладненням заскаблення є інфікування рани. Асептичні скабки, які глибоко увійшли в тканини, можуть зазнати інкапсуляції. Під час надання першої допомоги видаляють тільки видимі іншорідні тіла, а глибоко розташовані — при первинній хірургічній обробці рани. Скабки, що супроводжуються функціональними порушеннями, ускладнені гнійним процесом, утворенням свища, а також небезпечні з погляду їхнього розташування (близькість великих судин, нервів) підлягають видаленню тільки після рентгенографічного обстеження для уточнення локалізації (у разі нерентгеноконтрастних іншорідних тіл застосовуються УЗД і МРТ).